# Marisela Morales

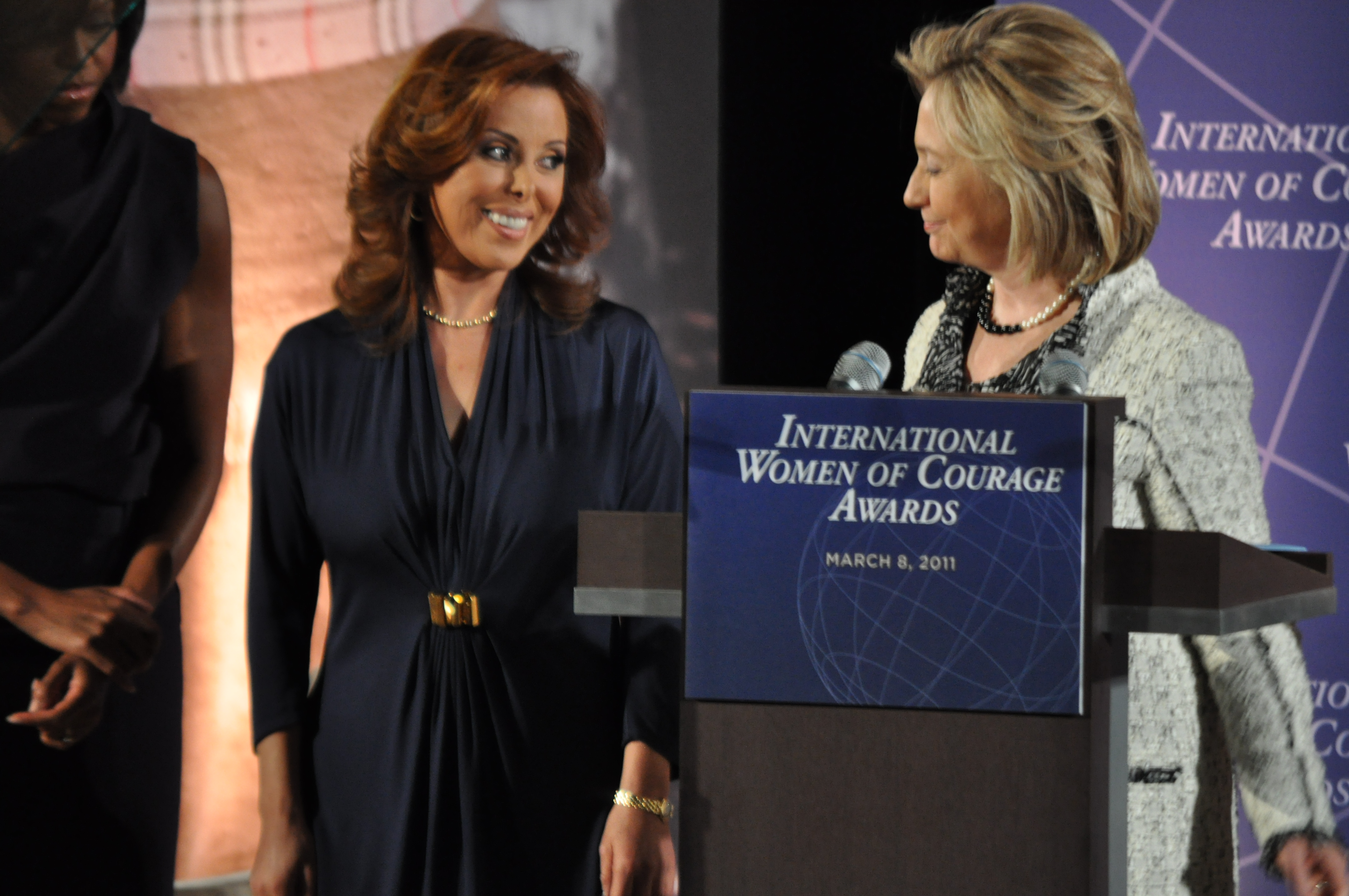
Marisela Morales (l) en Hillary Clinton (r)

Marisela Morales Ibáñez (Mexico-Stad, 1 maart 1970) is een Mexicaans juriste. Zij is sinds 2011 procureur-generaal van de republiek (procuradora general de la república), een functie die te beschouwen is als die van minister van justitie.
Morales studeerde rechtsgeleerdheid aan de Nationale Autonome Universiteit van Mexico (UNAM) en specialiseerde zich in criminologie aan het Nationaal Criminologisch Instituut (INCC). In 2006 werd zij door president Felipe Calderón benoemd tot onderprocureur belast met georganiseerde criminaliteit. Op 31 maart 2011 werd zij door Calderón benoemd tot procureur-generaal, als opvolger van de afgetreden Arturo Chávez Chávez. Haar benoeming werd een week later bevestigd door de Senaat. Morales is de eerste vrouwelijke minister van justitie van Mexico.